# Ruprechticki Szpiczak
Ruprechticki Szpiczak (czes. Ruprechtický Špičák, 880 m n.p.m.) — szczyt w Czechach w Sudetach Środkowych, w Górach Kamiennych.
Wzniesienie położone jest w zachodniej części pasma Gór Suchych, na południe od Przełęczy pod Granicznikiem, po obu stronach granicy, jednak obszarowo w większej części na terytorium Czech, gdzie znajduje się jego kulminacja. Północno-wschodnim zboczem, 10 m poniżej szczytu przechodzi granica państwowa. Góra w kształcie stożka, o stromych zboczach z wyraźnie zaznaczonym wierzchołkiem położonym po czeskiej stronie. Wzniesienie jest najwyższym szczytem czeskiej części pasma Gór Suchych (czes. Javoři hory), także najwyższą górą w powiecie Náchod.
Jest to góra zbudowana ze skał wylewnych, należących do północnego skrzydła niecki śródsudeckiej.
Wzniesienie w całości (poza polaną szczytową) porasta las świerkowy regla dolnego.
Poniżej granicy państwowej północno-wschodnie zbocze góry po polskiej stronie obejmuje obszar Parku Krajobrazowego Sudetów Wałbrzyskich, południowo-zachodnie zbocze po czeskiej stronie położone jest w granicach czeskiego parku krajobrazowego Broumovsko (czes. Chráněna krajinná oblast Broumovsko, CHKO Broumovsko).
Na szczycie znajduje się stalowa wieża telekomunikacyjna z ogólnie dostępnym tarasem widokowym, zbudowana w 2002.

## Szlaki turystyki pieszej
W pobliżu szczytu przechodzi szlak turystyczny:
- zielony – szlak graniczny prowadzący wzdłuż granicy z Tłumaczowa na przełęcz Okraj.

Po czeskiej stronie przez szczyt prowadzi:
- niebieski – szlak prowadzący z Meziměstí do Broumova.